# 劉晉邦
劉晉邦（英語：Lau Chong Pong，1995年12月1日—）為澳門籃球運動員，目前效力澳門黑熊。

## 球員生涯
2017年初，作為澳門首批職業籃球員，劉晉邦投身忠信功夫，一心挑戰東南亞職業籃球聯賽比賽，可惜事與願違。「因為之前的規定，必須要有中國護照的球員才可以參加比賽，所以我只能跟著操練。」2018年，忠信功夫為此政策嘗試更名易幟，在澳門以黑熊名字註冊，並且與劉晉邦續約。

## 外部連結
- 劉晉邦在fiba.basketball（英语）
- 劉晉邦在fiba3x3.com（英语）
- 劉晉邦在Eurobasket.com（球員）（英语）
- 劉晉邦在Flashscore（英语）